# Sousa sahulensis
A Sousa sahulensis az emlősök (Mammalia) osztályának párosujjú patások (Artiodactyla) rendjébe, ezen belül a delfinfélék (Delphinidae) családjába tartozó faj.

## Felfedezése és neve
Ezt az újonnan felfedezett delfint 2014.07.31.-én írták le a „Marine Mammal Science” című magazinban. 2014. augusztusától még nem sikerült pontosan megállapítani, hogy mekkora az állománya, de becslések szerint néhány ezerre tehető. A Sousa sahulensis a fajnevét, azaz a másodikat, a Szahul-selfről - amelyen Ausztrália fekszik - kapta.

## Előfordulása
A Sousa sahulensis előfordulási területe az ausztrál kontinens és az Új-Guinea nevű sziget között van.

## Megjelenése
Ez a delfin a többi Sousa-fajtól, a hosszában, a fogak és csigolyák számában, valamint az elterjedési területében különböztethető meg. A Sousa sahulensis hátúszója alacsonyabb, azonban szélesebb tövű, mint a nyugat-afrikai púposdelfiné (Sousa teuszii) és a keleti delfiné (Sousa chinensis); a színe is sötétebb szürke. A háti részén a testszínnél is sötétebb szürke az árnyalat.
Az átlagos hossza 100-270 centiméter közötti. Amint a keleti delfin esetében ennek is hiányzik a tarkójáról a zsírpúpja - nyugat-afrikai púposdelfinnek és az indiai púposdelfinnek (Sousa plumbea) ez a púp jelen van. A felnőtt körülbelül 230-250 kilogrammos; az újszülött csak 40-50 kilogramm közötti lehet.

## Életmódja
A partok mentén és a folyótorkolatokban vadászik. A mangroveerdők, a homokos tengerifűmezők és a korallszirtek is lehetnek vadászterületek számára. Főleg kisebb csontos halakkal táplálkozik. Magányosan vagy szoros csapatban is kergeti áldozatát. Megfigyelték amint partra vető halászatot is folytat. Félénk állat, mely más delfinektől eltérően kerüli a hajókat, csónakokat.
Legalább 30 évet élhet.

## Szaporodása
Az eddigi megfigyelések alapján a szaporodási időszaka egész évben tart. A vemhesség 10-12 hónapig tart, a szoptatási idő akár 2-3 évet is tarthat. A kutatók azt is megfigyelték amint egyes példányok ausztráliai delfineknek (Orcaella heinsohni) próbáltak udvarolni, és ezek viszonozták az udvarlást.

### Fordítás
- Ez a szócikk részben vagy egészben  az   Australian humpback dolphin című angol Wikipédia-szócikk ezen változatának fordításán alapul.  Az eredeti cikk szerkesztőit annak laptörténete sorolja fel. Ez a jelzés csupán a megfogalmazás eredetét és a szerzői jogokat jelzi, nem szolgál a cikkben szereplő információk forrásmegjelöléseként.